# Dar es Salaam Jazz Band
La Dar es Salaam Jazz Band (talvolta abbreviato in Dar Jazz) fu una delle orchestre storiche della musica dansi tanzaniana. Il leader della band, nonché principale e compositore delle canzoni, era Michael Enoch, che in seguito militò in numerose altre formazioni dansi di grande successo. Pur essendo entrato nell'orchestra come chitarrista, Enoch divenne poi celebre soprattutto come sassofonista e trombettista. Sotto la guida di Enoch, Dar Jazz dominò la scena dansi realizzando una serie di grandi successi a cavallo fra gli anni sessanta e settanta.